# Eric Wurts
Eric M. Wurts (* 25. Februar 1960 in Corona del Mar, Kalifornien) ist ein ehemaliger US-amerikanischer Beachvolleyballspieler.

## Karriere
Der Kalifornier startete seine professionelle Zeit im Sand 1985 an der Seite von Dana McFarland bei den AVP Open in Manhattan Beach. Das Duo beendete das Turnier auf dem geteilten siebten Rang. Ein Jahr später reichte es in Santa Barbara zu den Top Sechs. Der erste und einzige Sieg seiner gesamten Karriere gelang dem im Orange County aufgewachsenen Sportler vier Spielzeiten später, allerdings nicht bei der amerikanischen Serie. 1990 siegten er und Leif Hanson im Endspiel auf Enoshima gegen ihre Landsleute Al Janc und Tim Walmer bei der erst zum zweiten Mal stattfindenden World Tour der FIVB. Das erste Podium der AVP Tour erreichte Eric Wurts eine Saison danach mit Roger Clark bei den Open in Fort Myers als Dritter. 1992 kamen mit Larry Mear, einem seiner Partner aus den Anfangsjahren, die Finalteilnahmen in Fort Worth und Milwaukee hinzu. Beide Male ließen sie fast die gesamte Elite des US-amerikanischen Beachvolleyballs hinter sich und mussten sich nur gegen die späteren Olympiasieger Karch Kiraly und Kent Steffes geschlagen geben. Mit Robert Heidger erkämpfte Wurtz Ende 1994 und Anfang 1995 Dritte Plätze auf Kauai und beim Indoor Event in Boston. Im selben Jahr erreichte er noch einmal mit Scott Friederichsen ein Endspiel bei der World Tour der Fédération Internationale de Volleyball. Bei den Hermosa Beach Open unterlagen die beiden nur Michael Dodd und Mike Whitmarsh, ein Resultat, das später aus den Spielerdateien der weltweiten Organisation des Volleyballsports gestrichen wurde. (Siehe dazu auch FIVB World Tour, Hermosa Beach Open) 1997 stand Wurts zum letzten Mal in einem Finale und im folgenden Jahr zum letzten Mal auf dem Treppchen. Mit Henry Russell wurde er in San Antonio Zweiter und in Cleveland Dritter. In den folgenden Spielzeiten nahm der in Newport Beach geborene Athlet nur noch sporadisch an Turnieren teil, schaffte es mit verschiedenen Partnern nie mehr unter die Top Zwölf und beendete 2009 nach dem geteilten dreizehnten Platz mit Brett Ryan bei den Fort Lauderdale Young Guns seine internationale Karriere.

## Auszeichnungen
- 1992: AVP Ron Von Hagen Award (Most Underrated)

## Persönliches
Eric Wurts besuchte die Corona del Mar High School in seinem Heimatort. Anschließend studierte er von 1982 bis 1985 an der San Diego State University. Während dieser Zeit war er auch für das Volleyballteam der Aztecs aktiv. Er schloss das Studium mit dem  Bachelor of Arts (B.A.) Industrial Arts ab. Seit dem 21. September 1991 ist er verheiratet. Er ist Inhaber einer Firma, die sich um Bootsmanagement kümmert, welches Wartung, Austausch von defekten Teilen und Reinigung beinhaltet. Nebenbei ist er Assistenzcoach an der St. Thomas Aquinas High School.